# برونو أرواخو
برونو أرواخو (بالبرتغالية: Bruno Araújo) هو سياسي برازيلي، ولد في 15 مارس 1972 في ريسيفي في البرازيل. حزبياً، نشط في الحزب الديمقراطي الاجتماعي البرازيلي. وقد انتخب عضو مجلس النواب البرازيلي ‏ عن دائرة Pernambuco ‏ وقد انضم خلال فترته النيابية ‏  للكتلة البرلمانية الحزب الديمقراطي الاجتماعي البرازيلي.